# Cressia
Cressia é uma comuna francesa na região administrativa de Borgonha-Franco-Condado, no departamento de Jura. Estende-se por uma área de 14,99 km². Em 2010 a comuna tinha 375 habitantes (densidade: 25 hab./km²).